# Трипундра
Трипундра (дев. त्रिपुण्ड्रम्, IAST: tripuṇḍraṃ — «три черты», «три полосы») — вид тилаки. Представляет собой три поперечные линии, наносимые чаще всего на лоб, обычно в сочетании с точкой (бинди) из куркумы между бровей, на месте «третьего глаза», или аджна-чакры. Может наноситься:
- тремя горизонтальными линиями;
- тремя полукружиями от виска к виску;
- тремя линиями (как горизонтальными, так и слегка закруглёнными) в виде цифры «восемь».

Наиболее широко нанесение трипундры практикуется в шиваизме и смартизме. Трипундру в качестве тилаки часто носят ганапатьи, шакты и преданные Сканды. В некоторых вайшнавских школах носят совмещённые трипундру и урдхвапундру.
Некоторые шиваитские школы вместо трипундры могут наносить на лоб изображение тришулы или полумесяца.

## Символика трипундры
Существует несколько описаний символики трипундры:
1. Каждая из линий трипундры символизиует один из трёх видов уз для души человека: анаву, карму и майю.
2. Они представляют три гуны, лежащие в основе проявленного Мира.
3. Символизируют Творение, Охранение и Разрушение — три облика Шивы.

## Правила и места нанесения
Самый простой способ нанесения трипундры: тремя пальцами (указательный, средний, безымянный) правой руки берётся пепел и с чтением мантры oṃ namaḥ śivāya лёгким движением наносится слева направо на лоб. Этим способом обычно пользуются, когда надо быстро (и часто ненадолго) принять участие в ритуале или зайти в храм.
Обычно же трипундра наносится перед выполнением пуджи или яджны. Поэтому предварительно совершается омовение (по возможности полное). Затем обязательно сухими руками, с чтением в строго определённой последовательности мантр или стотр (последовательность зависит от принадлежности к той или иной шиваитской школе), пепел наносится на указанные в священных текстах места (по Сканда пуране):
| 32 места: | Голова, лоб, уши, глаза, нос, рот, шея, плечи, локти, запястья, грудь, ребра по бокам, пупок, пах с двух сторон, ягодицы, мошонка, бедра, колени, лодыжки, ступни. |
| 16 мест:  | Голова, лоб, уши, шея, плечи, локти, запястья, грудь, ребра по бокам, спина.                                                                                       |
| 8 мест:   | Голова, лоб, уши, плечи, грудь, пупок. |
| 5 мест:   | Лоб, плечи, грудь, пупок. |

## Литературные источники
Трипундра является одним из самых древних символов индуизма. О правилах нанесения трипундры говорится в следующих текстах:
- Упанишады: Рамарахасья-упанишада; Шандилья-упанишада; Бхасма-джабала-упанишада; Калагнирудра-упанишада; Джабала-упанишада; Брихад-джабала-упанишада; Тайттирия-упанишада; Шветашватара-упанишада; Джабали-упанишада.
- Смрити: Бхарадваджа-смрити; Шататапа-смрити; Парашара-смрити; Гаутама-смрити; Ману-смрити.
- Пураны: Линга-пурана; Шива-пурана; Сканда-пурана; Гаруда-пурана; Матсья-пурана; Адитья-пурана; Брахманда-пурана.
- Агамы: Чандра Джнана Агама (Глава 6 «Описание сущности бхасмы»)
- Итихаса: Рамаяна, Махабхарата и Шиварахасья-парама-итихаса.